# آفتاب‌پرست تورانی
آفتاب‌پرست تورانی (نام علمی: Heliotropium micranthos) نام یک گونه از سردهٔ آفتاب‌پرست است. سردهٔ آفتاب‌پرست در ایران ۴۷ گونهٔ علفی یک ساله و چند ساله دارد که در سراسر ایران پراکنده‌اند. آفتاب‌پرست مزینانی یکی از ۴۷ گونهٔ موجود در ایران است.